# 朝一番!SBSニュースワイド
『朝一番!SBSニュースワイド』（あさいちばん エスビーエスニュースワイド）は、1985年（昭和60年）4月から1989年（平成元年）9月まで静岡放送（TBS系列、以降「SBS」と表記）で放送された早朝の報道番組である。

## 概略
当時、静岡放送における夕方のローカルワイドニュースは『SBSテレビ夕刊』であったが、当時の状況、情勢を踏まえ1984年（昭和59年）4月から土曜日にも放送枠を拡大するなど、報道系自社制作番組の拡充を進めていた。そんな中、「早朝の潜在的視聴者層の開拓とともに24時間報道体制の第一歩、ニュース新時代の先駆け」として企画されたのがこの番組である。開始時には「全国初の試みとして各局の注目を集めた」とされる。
放送時間としては、6時台前半（6:00 - 6:29）に設定し、その直後の『JNNおはようニュース&スポーツ』にCMを挿んで接続していた。キー局であるTBSはこの当時『砂川啓介 いま!朝です』→『ドーナツ6』を放送していたが、純粋な報道番組ではなかったことからSBSは自社制作のローカルニュースワイドを選択した。
放送期間としては4年半続いたが、「内容的によりグローバルなものが求められる時代に対応する」ことを理由として1989年（平成元年）秋改編をもって番組は終了。後継番組としてTBSからのネット番組となる「地球!朝一番」へ切り替えられた。

## 番組内容
キャスターはSBSの男性アナウンサーが1人で担当。他に気象情報の解説として、日本気象協会の職員が不定期で出演していたほか、経済情報でのリポート及び解説として野村證券ニューヨークの駐在員が電話出演していた（後述）。
前夜のJNNニュースを同録しておき、音声のみをカットしてSBSのアナウンサーが伝えていた（スポーツニュースも同様に前夜のスポーツニュースを同録したものを使用していた）。
その他、静岡県内の最新ニュースはオリジナル映像で伝えたほか、前日の『SBSテレビ夕刊』で放送された特集や企画の一部を再放送していた。
さらに当番組独自のVTR企画（健康体操など）のほか、野村證券ニューヨークの駐在員と電話を繋ぎ、ニューヨーク証券取引所のダウ平均終値や経済関係のリポートを入れてもらうコーナーもあった。このため、地方局のローカルニュースワイドとしては非常に珍しいが、野村證券が本番組の準筆頭スポンサーであった。

## 出演者
- 國本良博（水曜 - 金曜担当、1986年10月 - 1989年9月、当時SBSアナウンサー）[5]
- 今村政司（月曜 - 火曜担当、当時SBSアナウンサー）

ほか

## エピソード・雑記
- スタジオは当時のSBS本社Aスタヂオを使用（静岡放送#本社社屋も参照のこと）。キー局のTBSが報道スタジオを改装したのに伴い、セット部分のみにアクリルの格子天井を設置するなど、若干イメージを合わせた。その後、TBSのセットチェンジに合わせて背景がシルバーの壁に世界地図が描かれたシンプルなものへと変わっていった。
- この番組の本番中（1988年8月12日放送）に、キャスターを務めていた國本良博が鼻血を出しながらニュースを読んだことがある。過去にJNN系列で放送されたNG特番でも度々その映像が放送された[6]。某週刊誌でそれが取り上げられ、実際のアクシデントから20年近く経った頃、再び話題を呼んだこともある。